# Ясашне Помряскино
Ясашне Помряскино (рос. Ясашное Помряскино) — село в Старомайнському районі Ульяновської області Російської Федерації.
Населення становить 206 осіб. Входить до складу муніципального утворення Урайкинське сільське поселення.

## Історія
Від 2004 року входить до складу муніципального утворення Урайкинське сільське поселення.

## Населення
| 2010 |
| ---- |
| 206  |